# Carl David Anderson
Carl David Anderson (New York, New York, 3. rujna 1905. – San Marino, Kalifornija, 11. siječnja 1991.), američki fizičar, najpoznatiji po otkriću pozitrona za što je 1936. godine dobio Nobelovu nagradu za fiziku.
Rođen je u New Yorku 3. rujna 1905. godine kao sin švedskih emigranata. Studirao je fiziku i tehniku na Kalifornijskom institutu za tehnologiju u Pasadeni i 1930. godine doktorirao. Pod Millikanovim rukovodstvom počeo je ispitivati kozmičke zrake među kojima je pronašao tragove neočekivane čestice koja je u svemu posjećala na elektron osim što je imala pozitivan naboj. Ovaj pronalazak je objavljen 1932. godine i poslije toga potvrdili su ga drugi istraživači. Direktan dokaz o postojanju pozitrona (postojanje pozitrona je teorijski predvido Paul Dirac 1928. godine) Anderson je dobio bombardiranjem materijala prodornim γ-zrakama iz torija. U toj reakciji dolazi do stvaranja elektron-pozitron parova. Za taj rad 1936. godine Andersonu je dodijeljena Nobelova nagrada koju je podijelio s Victorom Francisom Hessom.
Iste godine Anderson i njegov prvi dokotrant Seth Neddermeyer otkrili su mion (ili, kako je godinama nazivan, 'mi-mezon') elementarnu česticu s masom 207 puta većom od mase elektrona. Andreson i Neddermeyers isprva vjerovali da su otkrili pion, česticu koju je Hideki Jukava postulirao u teoriji jakih interakcija. Kada je postalo očigledno da se ne radi o pionu nego o novoj, neočekivanoj čestici, teorijski fizičar Isidor Isaac Rabi se zapitao kako će se nova, neočekivana čestica uklopiti u teoriju čestične fizike, te je šaljivo pitao: "Tko je 'to' naručio?" (jedna verzija priče govori kako je u to vrijeme s kolegom večeravao u kineskom restoranu). Mion je prva iz serije novih čestica koja je zbunjivala teorijske fizičare toga doba. Problem je bio takav da je fizičar Willis Lamb, tijekom svog predavanja 1955. povodom dodjele Nobelove nagrade, u šali rekao: 
Carl David Anderson umro je 11. siječnja 1991. godine u mjestu San Marino, Kalifornija, a pokopan je u Los Angelesu.